# Samuel Karol Korbel
Gen. JUDr. Samuel Karol Korbel (26. dubna 1909 Savaslejka – 1. srpna 1997 Mornington) byl československý generál justiční služby a účastník Slovenského národního povstání.

## Život

### Před druhou světovou válkou
Samuel Karol Korbel se narodil 26. dubna 1909 v Savaslejce u Muromi v Rusku v rodině lesního inženýra Samuela Korbela a Márie, rozené Medvecké. Mezi lety 1919 a 1927 studoval na osmiletém Vyšším gymnáziu v Banské Bystrici, následně do roku 1931 na Právnické fakultě Univerzity Komenského v Bratislavě. Do října 1932 působil jako právník v přípravné soudcovské službě u okresního soudu v Bratislavě. Poté nastoupil prezenční vojenskou službu, kterou odsloužil v Liberci. Po jejím ukončení zůstal v armádní justiční službě vůbec jako první Slovák u divizního soudu v Bratislavě. V roce 1935 vykonal vojenskou soudcovskou zkoušku a ustanoven náměstkem vojenského prokurátora při vojenské prokuratuře v Bratislavě. Ještě v roce 1935 přešel na totožnou funkci v Banské Bystrici, kde sloužil až do rozbití Československa v březnu 1939. Poté přešel do služby ve slovenské armádě. Oženil se s Věrou Svobodovou, manželům se v roce 1936 narodil syn Fedor, v roce 1939 syn Milan a v roce 1942 dcera Naděžda.

### Druhá světová válka

#### Vojenská kariéra
Dne 15. května 1939 nastoupil Samuel Karol Korbel do funkce přednosty justičního oddělení při Ministerstvu národní obrany - hlavního vojenského velitelství v Bratislavě. V roce 1941 absolvoval turnus na Východní frontě. V roce 1942 působil jako přednosta justiční správy vojenské správy v Bratislavě, v roce 1943 jako hlavní vojenský prokurátor. K 1. únoru 1944 byl ustanoven přednostou justiční správy při Ministerstvu národní obrany v Bratislavě.

#### Protinacistický odboj
Již v létě 1943 navázal Samuel Karol Korbel kontakt s odbojovou skupinou Vavro Šrobára, kterému zabezpečil úkryt v horách a ozbrojenou ostrahu. Z titulu svých funkcí pomáhal perzekvovaným účastníkům odboje, byl v kontaktu s dalšími odbojovými důstojníky. Zúčastnil se Slovenského národního povstání jako vojenský prokurátor, po jeho porážce odešel do ilegality. Po přechodu fronty v lednu 1945 vstoupil do řad 1. československého armádního sboru. Přidělen byl k legislativnímu odboru Ministerstva národní obrany, jehož přednostou se stal 17. dubna 1945.

### Po druhé světové válce
Na podzim 1945 proti Samuelovi Karolu Korbelovi rozpoutalo kampaň Obranné zpravodajství pod vedením Bedřicha Reicina oficiálně kvůli zneužívání služební moci. Přesto byl v únoru 1947 byl povýšen do generálské hodnosti a ve své funkci setrval až do dubna 1948. Poté byl komunistickou mocí funkce zbaven, k 1. září téhož roku odeslán na nucenou dovolenou a k 1. březnu 1949 přeložen do výslužby. Pochopil, že je v nebezpečí, a v dubnu 1949 emigroval do americké zóny v Německu, kde začal spolupracovat s CIC. Byl prohlášen za zběha a zbaven hodnosti. Jeho manželce a dětem se podařilo za ním vycestovat v závěru roku 1949, v roce 1951 se rodina vystěhovala do Austrálie, kde se usadila v Morningtonu na jejím jihozápadě. Samuel Karol Korbel začal pracovat jako zametač, poté prošel několika dělnickými profesemi a nakonec jako zaměstnanec státního notářství. V Československu byl rehabilitován po roce 1989 a v roce 1991 mu byla navrácena hodnost. Zemřel 1. srpna 1998 v australském Morningtonu.

## Literární tvorba
- V roce 2011 vydal slovenský Ústav paměti národa Paměti Samuela Karola Korbela[1]

## Vyznamenání
- 1940 Slovenská medaile za zásluhy
- 1942 Řád koruny krále Zvonimira
- 1944 Královský řád za vojenské zásluhy
- 1944 Vojenský vítězný kříž III. třídy
- 1945 Československá medaile za zásluhy I. stupně
- 1946 Československý válečný kříž 1939
- 1946 Československá medaile Za chrabrost před nepřítelem